# Лищиця найвища
Лищиця найвища (Gypsophila altissima) — вид рослин з родини гвоздикових (Caryophyllaceae); зростає в південно-східній Європі та помірній Азії.

## Опис
Трави багаторічні, заввишки 50–80 см. Коріння товсті, 0.5–1.5 см в діаметрі. Стебла зазвичай одиночні, іноді 2 або 3 разом, прямостоячі, дистально розгалужені, залозисті запушені. Листки сидячі, сірувато-зелені, лінійно-оберненоланцетні, 1.5–8 см × 3–12 мм; серединна жилка виразна; основа ослаблена; верхівка субтупа або гостра; проксимальні листки довші, ніж дистальні. Суцвіття розсіяні, приквітки яйцеподібні. Чашечка дзвоникова, 2–3 × ≈ 1.5 мм, чашолистки яйцеподібні, поля війкові, верхівка округла. Пелюстки білі або рожеві, овально-довгасті. Тичинки коротші або рівні пелюсткам. Коробочка куляста, трохи довша, ніж чашечка, діаметром 2–2.5 мм. Насіння ≈ 1 мм.

## Поширення
Зростає у Росії, Казахстані, Сибіру, Китаї (пн. Сіньцзян).
Населяє гірські схили, долини, заплави, рови.
Для України наведений помилково, в Україну не заходить